# Sopraansleutel
Met sopraansleutel duidt men de c-sleutel aan geplaatst op de eerste lijn van de (vijflijnige) notenbalk. De sopraansleutel geeft dus aan dat een noot op deze lijn de stamtoon c' uit het eengestreept octaaf voorstelt.
Sopraansleutel met aanduiding van de stamtoon c'

Deze sleutel is niet meer in gebruik, hij verdween in de loop van de 19de eeuw. Voordien werd hij gebruikt om sopraanpartijen te schrijven. De sopraantrombone gebruikte vaak deze sleutel. Alhoewel deze trombone vandaag nog maar zelden wordt gebruikt, zijn enkele werken van J.S. Bach geschreven voor dit instrument.